# Lake Montezuma
Lake Montezuma is een plaats (census-designated place) in de Amerikaanse staat Arizona, en valt bestuurlijk gezien onder Yavapai County.

## Demografie
Bij de volkstelling in 2000 werd het aantal inwoners vastgesteld op 3344.

## Geografie
Volgens het United States Census Bureau beslaat de plaats een oppervlakte van
31,0 km², geheel bestaande uit land. Lake Montezuma ligt op ongeveer 1013 m boven zeeniveau.

## Plaatsen in de nabije omgeving
De onderstaande figuur toont nabijgelegen plaatsen in een straal van 32 km rond Lake Montezuma.